# Yasin Kolo
Yasin Garcia Kolo (Gottinga, 25 maggio 1992) è un cestista tedesco.